# Liste der Baudenkmäler in Türkheim

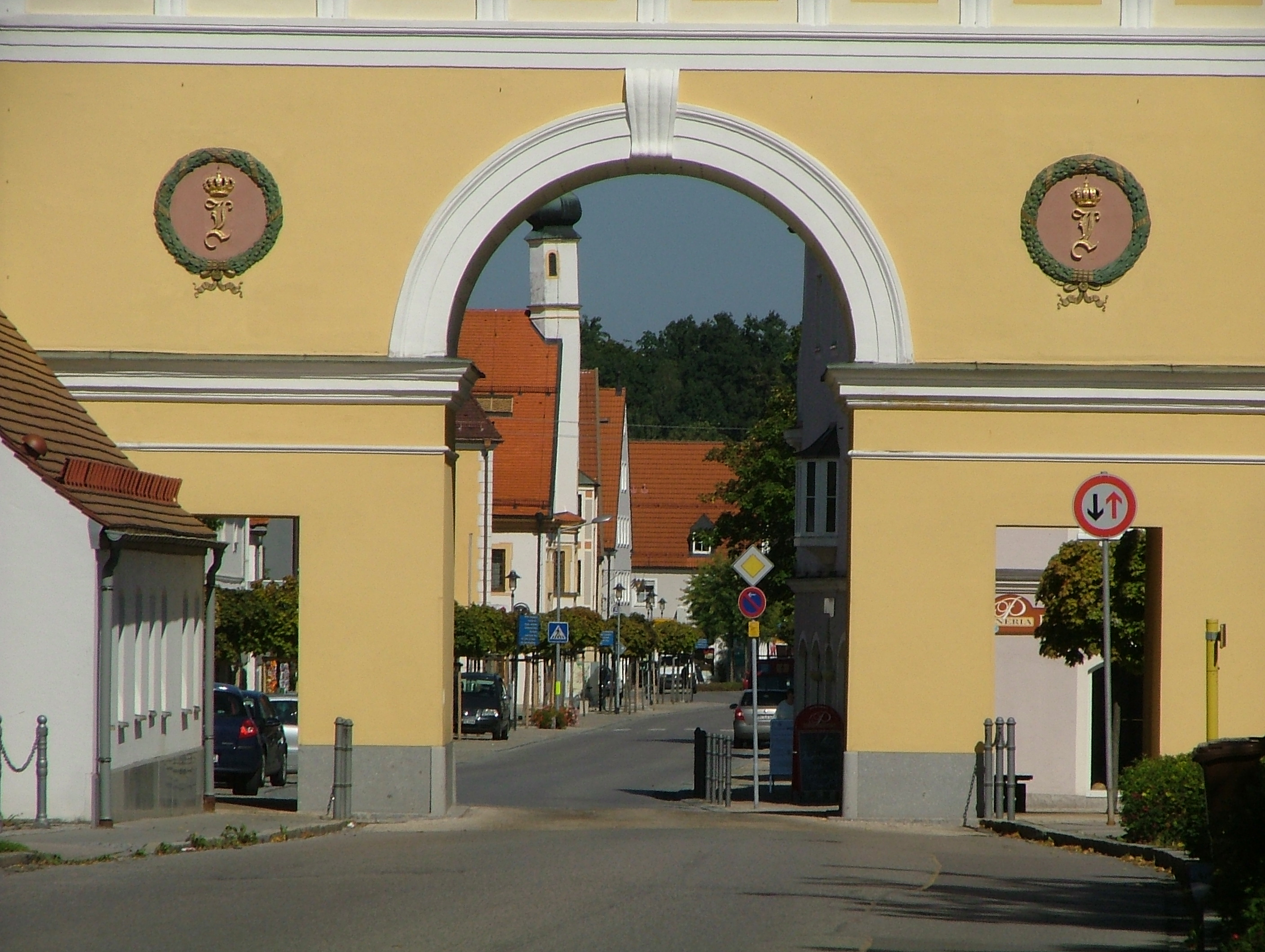
Ludwigstor in Türkheim

Auf dieser Seite sind die Baudenkmäler in dem schwäbischen Markt Türkheim zusammengestellt. Diese Tabelle ist eine Teilliste der Liste der Baudenkmäler in Bayern. Grundlage ist die Bayerische Denkmalliste, die auf Basis des Bayerischen Denkmalschutzgesetzes vom 1. Oktober 1973 erstmals erstellt wurde und seither durch das Bayerische Landesamt für Denkmalpflege geführt wird. Die folgenden Angaben ersetzen nicht die rechtsverbindliche Auskunft der Denkmalschutzbehörde.

## Ensembles

### Ensemble Maximilian-Philipp-Straße
Als Ensemble wird der Kern des ehemaligen Schlossmarkts Türkheim festgestellt; er wird gebildet aus der beidseitig frei bebauten Maximilian-Philipp-Straße vom Ludwigstor bis zur Einmündung der Tussenhausener Straße und schließt die Pfarrkirche mit dem ehemals befestigten Friedhof sowie Schloss und Kapuzinerkloster mit den zugehörigen Gartenanlagen ein.

Die Maximilian-Philipp-Straße

Türkheim, dessen Hauptachse, die Maximilian-Philipp-Straße, dem Verlauf der Römerstraße Augsburg-Kempten folgt, entstand wohl schon im frühen Mittelalter. Größere politische und wirtschaftliche Bedeutsamkeit erlangte der Ort aber erst um 1470 durch die Verlegung des Herrschaftssitzes von Schwabegg nach Türkheim. Sie fand ihren sichtbaren Ausdruck in der stattlichen Anlage der spätgotischen Kirche mit mächtigem Turm (ehemaliges Patrozinium St. Martin) und befestigtem Friedhof.
Mit dem Bau des Schlosses durch Wolf Dietrich von Knöringen entstand ab 1531 am Südende des Straßenzuges ein fürstlicher Herrschaftsbereich als Gegengewicht. Prägend für das heutige Erscheinungsbild sind vor allem die baulichen Erweiterungen und Veränderungen, die durch Herzog Maximilian Philipp vorgenommen und angeregt wurden, nachdem er Türkheim als seinen Ruhesitz gewählt hatte. 1682 begannen die Arbeiten am Schlossbau unter der Leitung von Giovanni Antonio Viscardi, der aber erst durch die Planungen François Cuvilliés d. Ä. und Karl Albert von Lespilliez um 1754 seine heutige barocke Gestalt mit dem mächtigen Walmdach erhielt.
1685 gründete der Herzog das beim Schloss gelegene Kapuzinerkloster mit Kirche. Ein Torbogen verbindet seit 1687 beide Baukomplexe und bildet in seiner 1827 als Ludwigstor neu errichteten klassizistischen Form den markanten südlichen Abschluss der Straßenzeile. Der Torbau zum Friedhof in seiner Gestalt von 1789 hat dazu die Wirkung eines Pendants. Die Häuser der etwa 300 m langen Maximilian-Philipp-Straße, die im Kern meist aus dem 18. oder 19. Jahrhundert stammen, stehen frei, teils trauf- und teils giebelständig zur Straße. Im nördlichen Abschnitt wirkt das leicht vor die Gebäudefluchten vorgezogene Rathaus, das 1702 bald nach der Markterhebung durch den Herzog errichtet worden war, in den Straßenraum hinein und erlaubt Blickbeziehungen nach Norden und Süden.
Aktennummer: E-7-78-203-1

## Baudenkmäler nach Ortsteilen

### Türkheim
| Lage                                                                    | Objekt                                                                       | Beschreibung | Akten-Nr.               | Bild                                          |
| ----------------------------------------------------------------------- | ---------------------------------------------------------------------------- | --- | ----------------------- | --------------------------------------------- |
| Augsburger Straße (an der Abzweigung der Römerstraße) (Standort)        | Kruzifix                                                                     | um 1730 | D-7-78-203-44           | Kruzifix                                      |
| Dr.-Viktor-Frankl-Weg 99 (Standort)                                     | KZ-Friedhof mit Grabsteinen und Mahnmal                                      | 1946 nördlich des ehemaligen Lagers „Kaufering VI“ angelegt; Gedächtniskapelle, Zentralbau, 1950 | D-7-78-203-57           | weitere Bilder                                |
| Frühlingstraße 32 (Standort)                                            | Aussegnungshalle                                                             | neuromanischer Walmdachbau mit Arkaden, um 1895; mit Ausstattung; Friedhofskreuz, bezeichnet mit 1895; Friedhofsmauer mit schmiedeeisernen Toren, 1895; Grabdenkmäler des ausgehenden 19./frühen 20. Jahrhunderts | D-7-78-203-43           | Aussegnungshalle                              |
| Grabenstraße (Standort)                                                 | Nischenbau mit Ölberggruppe                                                  | pilastergegliederte Doppelanlage, Anfang 18. Jahrhundert | D-7-78-203-10           | Nischenbau mit Ölberggruppe                   |
| Grabenstraße 1 (Standort)                                               | Ehemaliges Gasthof Rössle                                                    | zweigeschossiger Walmdachbau mit profiliertem Traufgesims und über dem Eingang Verdachung auf Volutenkonsolen, Ausleger des 19. Jahrhunderts, bezeichnet mit 1796 | D-7-78-203-3            | Ehemaliges Gasthof Rössle                     |
| Grabenstraße 7 (Standort)                                               | Wohnhaus                                                                     | zweigeschossiger Walmdachbau mit Stuckdekor, bezeichnet mit 1811 | D-7-78-203-5            | Wohnhaus                                      |
| Grabenstraße 16, 18 (Standort)                                          | Ehemaliges Oberjägerhaus                                                     | stattlicher, zweigeschossiger Giebelbau mit Satteldach und profiliertem Trauf- und Giebelsohlgesims, um 1700; Wirtschaftsflügel, zweigeschossiger Traufseitbau mit Satteldach, 19. Jahrhundert; im rechten Winkel anschließend. | D-7-78-203-6            | Ehemaliges Oberjägerhaus                      |
| Grabenstraße 25 (Standort)                                              | Bauernhaus                                                                   | Mittertennbau, zweigeschossiger, traufständiger Satteldachbau mit Sonnenuhr an der Südseite, 19. Jahrhundert | D-7-78-203-9            | Bauernhaus                                    |
| Jakob-Sigle-Straße (bei Nr. 37) (Standort)                              | Kruzifix                                                                     | 1857 | D-7-78-203-15           | Kruzifix                                      |
| Jakob-Sigle-Straße 3 (Standort)                                         | Wohnhaus                                                                     | zweigeschossiger Walmdachbau mit hölzernem Traufgesims und Putzbandarchivolten, 1820/30. | D-7-78-203-11           | BW                                            |
| Johann-Georg-Bergmiller-Straße 11, 11 1/2 (Standort)                    | Ehemaliger Nordostturm des Friedhofs                                         | kleiner, dreigeschossiger Satteldachbau mit Verdachung auf Volutenkonsolen über dem Eingang, um 1800, im Kern Mauerwerk des 15. Jahrhunderts; Anbau, zweigeschossiger Pultdachbau, Fachwerk unter Putz, um 1800; siehe auch Kirchenstraße 1, 3 und Ensemble | D-7-78-203-16           | weitere Bilder                                |
| Kirchenstraße 1, 3, Augsburger Straße 2 (Standort)                      | Katholische Pfarrkirche Mariä Himmelfahrt                                    | Saalbau mit eingezogenem Chor und seitlichen Kapellenreihen, südlicher Turm mit Zeltdachaufsatz und Balustrade, im Kern 2. Hälfte 15. Jahrhundert, Turmuntergeschosse 14. Jahrhundert, Umbau durch Johann Schmuzer 1678, Turmerhöhung durch Thomas Natter 1687, Umgestaltung 1732 durch Michael Stiller, 1873 und 1938–47; mit Ausstattung; zwei Türme der ehemaligen Friedhofsbefestigung, in jüngeren Bauwerken erhalten, siehe Johann-Bergmüller-Straße 11, 11 1/2 und Kirchenstraße 7; Torbau, dreigeschossiger Walmdachbau mit Rundbogentor, im Kern spätgotisch, 1789 durch Johann Georg Ege verändert; sogenanntes Figurenhaus, erdgeschossiger Verbindungsbau mit Satteldach, vor 1690, Veränderung 1805; Friedhofsbefestigung, 1832 erneuert | D-7-78-203-18           | weitere Bilder                                |
| Kirchenstraße 2 (Standort)                                              | Ehemaliger Pfarrhof                                                          | zweigeschossiger Satteldachbau mit Trauf- und Giebelgesimsen, 1700; vgl. Ensemble | D-7-78-203-19           | Ehemaliger Pfarrhof                           |
| Kirchenstraße 6 (Standort)                                              | Ehemaliger Zehentstadel                                                      | stattlicher Satteldachbau mit Steildach und großen stichbogigen Einfahrten, wohl 2. Hälfte 17. Jahrhundert | D-7-78-203-22           | Ehemaliger Zehentstadel                       |
| Kirchenstraße 7 (Standort)                                              | Wohnhaus                                                                     | dreigeschossiger, schmaler Walmdachbau, an der Stelle des ehemaligen Südostturmes der Friedhofsbefestigung erbaut, 1793; vgl. Ensemble | D-7-78-203-23           | Wohnhaus                                      |
| Kirchenstraße 9 (Standort)                                              | Ehemaliger Waaghaus                                                          | zweigeschossiger Giebelbau mit nach Westen abgewalmtem Satteldach, im Kern um 1600 (dendrodatiert), im späten 17. oder 18. Jahrhundert und um 1847 (dendrodatiert) verändert. | D-7-78-203-24           | weitere Bilder                                |
| Kirchenstraße 10 (Standort)                                             | Ehemaliges Bauernhaus                                                        | zweigeschossiger, giebelständiger Satteldachbau mit Ladeluke und Figurennische, 2. Hälfte 18. Jahrhundert | D-7-78-203-25           | weitere Bilder                                |
| Mauritia-Febronia-Platz 2 (Standort)                                    | Ehemaliges Kapuzinerkloster, katholische Kirche Mariä Unbefleckte Empfängnis | flachgedeckter Saalbau mit eingezogenem Chor und Dachreiter, 1685–87, repariert durch Matthäus Stiller 1694, teilweise Erneuerung 1866, Veränderung 19. Jahrhundert; mit Ausstattung; Ehemaliges Klostergebäude, zweigeschossige Dreiflügelanlage, durch die Kirche zur Vierflügelanlage geschlossen, 1683–87 | D-7-78-203-39           | weitere Bilder                                |
| Mauritia-Febronia-Platz 2 (Standort)                                    | Loretokapelle                                                                | tonnengewölbter Rechteckbau mit Dachreiter, 1683; mit Ausstattung; nördlich an die Kirche angebaut | D-7-78-203-39 zugehörig | weitere Bilder                                |
| Maximilian-Philipp-Straße 5 (Standort)                                  | Ehemaliges Frühmesserhaus                                                    | Mittertennbau, zweigeschossiger, giebelständiger Satteldachbau mit Giebel- und Traufgesims, 18. Jahrhundert | D-7-78-203-28           | weitere Bilder                                |
| Maximilian-Philipp-Straße 6 (Standort)                                  | Ehemaliges Gasthaus zum Adler                                                | stattlicher zweigeschossiger Giebelbau mit Satteldach, Ladeluken und Kranbalken, 1. Hälfte 18. Jahrhundert | D-7-78-203-29           | Ehemaliges Gasthaus zum Adler                 |
| Maximilian-Philipp-Straße 14 (Standort)                                 | Ehemaliges Rathaus                                                           | zweigeschossiger, giebelständiger Satteldachbau mit Erker und Dachreiter mit Zwiebelhaube, Fassadengliederung durch Kolossalpilaster, 1702, nach Brand 1899/1900 innen erneuert. | D-7-78-203-30           | Ehemaliges Rathaus                            |
| Maximilian-Philipp-Straße 16 (Standort)                                 | Wohn- und Geschäftshaus                                                      | dreigeschossiger Walmdachbau, im Kern 18. Jahrhundert, erneuert | D-7-78-203-32           | weitere Bilder                                |
| Maximilian-Philipp-Straße 28, 28 a (Standort)                           | Ehemaliges Nebengebäude des Schlosses                                        | sogenannter Langbau, zweigeschossiger, traufständiger Satteldachbau zu 10 Achsen, Lisenengliederung und Putzrahmen, 1684–86, Erweiterung durch Matthäus Stiller 1692, 1870 verändert | D-7-78-203-34           | BW                                            |
| Maximilian-Philipp-Straße 32 (Standort)                                 | Ehemaliges Schloss, dann Land- und Amtsgericht, jetzt Rathaus und Museum     | Hauptbau, sogenanntes Großes Schloss, dreigeschossiger Rechteckbau mit hohem Walmdach und Bodenerker, im Kern 1531–35, Umgestaltung 1682–86 und 1754 durch Francois Cuvilliés d. Ä. und Carl Albert von Lespilliez; Kleines Schloss, dreigeschossiger Walmdachbau, von Giovanni Antonio Viscardi, 1695; Ökonomiegebäude, erdgeschossiger Satteldachbau, 17./18. Jahrhundert; Ehemaliges Gewächshaus, erdgeschossiger Satteldachbau, 17./18. Jahrhundert; Schlossgarten, 1682; Ummauerung, 1682; Tor, Mitte 18. Jahrhundert | D-7-78-203-35           | weitere Bilder                                |
| Maximilian-Philipp-Straße 34, Wörishofer Straße 2 (Standort)            | Ludwigstor                                                                   | triumphbogenartiger Bau als südlicher Abschluss der Maximilian-Philipp-Straße, 1829 | D-7-78-203-58           | weitere Bilder                                |
| Oberjägerstraße (an der Einmündung des Krankenhausweges) (Standort)     | Kruzifix                                                                     | 1775 | D-7-78-203-46           | Kruzifix                                      |
| Tussenhauser Straße (an der Abzweigung der Ramminger Straße) (Standort) | Kruzifix                                                                     | 2. Viertel 18. Jahrhundert | D-7-78-203-45           | Kruzifix                                      |
| Wörishofer Straße 3 (Standort)                                          | Villa des ehemaligen Dominikanerinnenklosters                                | zweigeschossiger, spätklassizistischer Walmdachbau, 1831; mit Ausstattung | D-7-78-203-41           | Villa des ehemaligen Dominikanerinnenklosters |
| Wörishofer Straße 4 (Standort)                                          | Stadel                                                                       | Massivbau mit Halbwalmdach, 1820/30 | D-7-78-203-42           | Stadel                                        |
| Wörishofer Straße 8 (Standort)                                          | Wohnhaus                                                                     | zweigeschossiger Satteldachbau mit Kniestock, um 1870/80. | D-7-78-203-56           | Wohnhaus                                      |

### Berg
| Lage                      | Objekt                           | Beschreibung | Akten-Nr.     | Bild           |
| ------------------------- | -------------------------------- | --- | ------------- | -------------- |
| Weilerstraße 3 (Standort) | Katholische Kapelle St. Wendelin | Rechteckbau mit halbrundem Schluss und Dachreiter mit Spitzhelm, von Johann Adam Stiller, 1746; mit Ausstattung | D-7-78-203-47 | weitere Bilder |

### Irsingen
| Lage                            | Objekt                                | Beschreibung | Akten-Nr.     | Bild           |
| ------------------------------- | ------------------------------------- | --- | ------------- | -------------- |
| Dorfstraße 42 (Standort)        | Pfarrhaus                             | zweigeschossiger, giebelständiger Satteldachbau mit Karniesgesims an Traufe und Giebelsohle, 1735, Dachstuhl 1873/74                                                      | D-7-78-203-50 | Pfarrhaus      |
| Stockheimer Straße 1 (Standort) | Katholische Pfarrkirche St. Margareta | flachgedeckter Saalbau mit eingezogenem Chor unter Stichkappentonne, nördlicher Satteldachturm, wohl 2. Hälfte 15. Jahrhundert, 1678 und modern erneuert; mit Ausstattung | D-7-78-203-48 | weitere Bilder |

### Unterirsingen (Zollhaus)
| Lage                                       | Objekt                                      | Beschreibung | Akten-Nr.     | Bild                |
| ------------------------------------------ | ------------------------------------------- | --- | ------------- | ------------------- |
| Gut Zollhaus (Standort)                    | Katholische Kapelle Sankt Petrus und Paulus | kleiner Rechteckbau mit dreiseitigem Schluss und Dachreiter mit Zwiebelhaube, wohl frühes 18. Jahrhundert; mit Ausstattung | D-7-78-203-52 | weitere Bilder      |
| Gut Zollhaus 2 (Standort)                  | Ehemaliges Zollhaus                         | stattlicher zweigeschossiger Satteldachbau mit Eckquaderung, Ladeluken und Kranbalken, 18. Jahrhundert                     | D-7-78-203-53 | Ehemaliges Zollhaus |
| Am Hochweg (westlich des Ortes) (Standort) | Bildstock „Herrgottsruh“                    | Heiland in der Rast, gefasste Holzfigur, 1. Hälfte 18. Jahrhundert; in modernem Bau von 1968                               | D-7-78-203-55 | weitere Bilder      |

## Ehemalige Baudenkmäler
In diesem Abschnitt sind Objekte aufgeführt, die früher einmal in der Denkmalliste eingetragen waren, jetzt aber nicht mehr. Objekte, die in anderem Zusammenhang also z. B. als Teil eines Baudenkmals weiter eingetragen sind, sollen hier nicht aufgeführt werden. Aktennummern in diesem Abschnitt sind ehemalige, jetzt nicht mehr gültige Aktennummern.

| Lage                                                               | Objekt                                 | Beschreibung                                                                                                 | Akten-Nr.     | Bild                                   |
| ------------------------------------------------------------------ | -------------------------------------- | --- | ------------- | -------------------------------------- |
| Türkheim Grabenstraße 17 (Standort)                                | Wohnteil eines ehemaligen Bauernhauses | zweigeschossiger Traufseitbau mit flachem Satteldach und verbrettertem Kniestock, wohl Mitte 18. Jahrhundert | D-7-78-203-7  | Wohnteil eines ehemaligen Bauernhauses |
| Türkheim Oberjägerstraße 4 (Standort)                              | Ehemaliges Hoftheater                  | zweigeschossiger Walmdachbau mit Eingangsrisalit, Ende 17./Anfang 18. Jahrhundert, erneuert                  | D-7-78-203-36 | Ehemaliges Hoftheater                  |
| Irsingen Dorfstraße 33 (am Westgiebel des Bauernhauses) (Standort) | drei Gemälde auf Blech                 | Hl. Isidor, Hl. Wendelin und Hl. Notburga, 3. Viertel 19. Jahrhundert                                        | D-7-78-203-49 | drei Gemälde auf Blech                 |
| Irsingen Stockheimer Straße 8 (Standort)                           | Bildstock                              | Pfeiler mit gemauerter Nische, 18. Jahrhundert                                                               | D-7-78-203-51 | Bildstock                              |

## Abgegangene Baudenkmäler
In diesem Abschnitt sind Objekte aufgeführt, die früher einmal in der Denkmalliste eingetragen waren, jetzt aber nicht mehr existieren, z. B. weil sie abgebrochen wurden. Aktennummern in diesem Abschnitt sind ehemalige, jetzt nicht mehr gültige Aktennummern.

| Lage                                                  | Objekt      | Beschreibung                                         | Akten-Nr.     | Bild |
| ----------------------------------------------------- | ----------- | ---------------------------------------------------- | ------------- | ---- |
| Unterirsingen 100 m nördlich des Gutshofes (Standort) | Feldkapelle | 18. Jahrhundert; um die Jahrtausendwende abgebrochen | D-7-78-203-54 | BW   |